# Teucholabis diperone
Teucholabis diperone är en tvåvingeart som beskrevs av Alexander 1969. Teucholabis diperone ingår i släktet Teucholabis och familjen småharkrankar. Inga underarter finns listade i Catalogue of Life.